# Seznam osebnosti iz Občine Prebold
Seznam osebnosti iz občine Prebold vsebuje osebnosti, ki so se tu rodile, delovale ali umrle.

## Šolstvo
- Jožef Fischer, učitelj (1860, Ptuj – 1913, Šentpavel, občina Prebold)
- Vladimir Schmidt, pedagog (1910, Prebold – 1996, Ljubljana)

## Religija
- Matija Randl, duhovnik in narodni buditelj (1847, Prebold – 1927, Avstrija)

## Politika
- Melhijor Čobal, politik, organizator, sindikalni delavec (1864, Prebold – 1943, Zagorje ob Savi)
- Vilko Šlander, politični delavec (1910, Prebold – 1941, Šentrupert, občina Braslovče)
- Marija Šlander, družbenopolitična delavka (1911, Prebold – 1973, Ljubljana)
- Vera Šlander, družbenopolitična delavka (1921, Kaplja vas, občina Prebold – 1943, Tolsti vrh, občina Braslovče)

## Umetnost
- Janez Bernik, slikar, grafik, kipar, likovni pedagog (1933, Ljubljana – 2016, Prebold)

## Humanistika
- Janko Pajk, filozof, urednik in literarni teoretik (1837, Kaplja vas, občina Prebold – 1899, Ljubljana)
- Fran Vidic, literarni zgodovinar (1872, Prebold – 1944, Ljubljana)

## Zdravstvo
- Anton Schwab, zdravnik in skladatelj (1868, Prebold – 1938, Ljubljana)

## Osebnosti od drugod
- Ivan Vurnik, arhitekt in urbanist (1884, Radovljica – 1971, Radovljica)
- Giacomo Brollo, slikar (1834, Italija – 1918, Italija)
- Matija Tomc, podobar (1814, Šujica – 1885, Ljubljana)
- Rajko Vrečer, glasbenik in zgodovinar (1875, Teharje – 1962, Žalec)
- Peter Trpin, arhitekt (1922, Ljubljana)